# Theódoros Tselidis
Theódoros Tselidis (en griego: Θεόδωρος Τσελίδης; 5 de agosto de 1996) es un deportista griego de origen osetio que compite en judo.
Participó en los Juegos Olímpicos de París 2024, obteniendo una medalla de bronce en la categoría de –90 kg.
Ganó dos medallas de bronce en el Campeonato Europeo de Judo, en los años 2018 y 2022, en la categoría de –90 kg.

## Palmarés internacional
| Juegos Olímpicos   | Juegos Olímpicos  | Juegos Olímpicos  | Juegos Olímpicos |
| Año                | Lugar             | Medalla           | Categoría        |
| ------------------ | ----------------- | ----------------- | ---------------- |
| 2024               | París (Francia)   | Medalla de bronce | –90 kg           |
| Campeonato Europeo |                   |                   |                  |
| Año                | Lugar             | Medalla           | Categoría        |
| 2018               | Tel Aviv (Israel) | Medalla de bronce | –90 kg           |
| 2022               | Sofía (Bulgaria)  | Medalla de bronce | –90 kg           |